# Çanakkale (prowincja)
Çanakkale – prowincja w Turcji w północno-zachodniej części kraju nad Morzem Marmara, Cieśniną Dardanele i Morzem Egejskim ze stolicą w Çanakkale. Zajmuje półwysep Gallipoli i większość terenów historycznej krainy Troada. Graniczy od zachodu z prowincją Balıkesir, a w części europejskiej (na północ od półwyspu Gallipoli) z prowincją Tekirdağ. Prowincja zajmuje powierzchnię 9.887 km². Zamieszkuje ją 557 tysięcy osób.
Główne miasta (stolice gmin): Ayvacık, Bayramiç, Biga, Bozcaada, Çan, Çanakkale, Eceabat, Ezine, Gallipoli, Gökçeada, Lapseki, Yenice.
Na terenie prowincji znajdują się stanowiska archeologiczne Troja i Assos.